# Loyd Blankenship
Loyd Blankenship (nacido en 1965), conocido por su seudónimo  The Mentor, es un conocido informático hacker y escritor. Ha estado activo desde la década de 1970, cuando era miembro de Extasyy Elite y Legion of Doom de Hacker Group.

## Manifesto Hacker
Él es el autor del  Manifiesto hacker (originalmente titulado La Conciencia de un Hacker); el ensayo fue escrito después de su detención, y fue publicado en la ezine Phrack. Desde la publicación del ensayo en 1986, ha sido tema de numerosos paneles y camisetas.

## Juegos de rol
Blankenship fue contratado por Steve Jackson Games en 1989. Fue autor del cyberpunk role-playing sourcebook GURPS Cyberpunk, cuyo manuscrito fue incautado en una redada en 1990 de la sede de Steve Jackson Games por el Servicio Secreto. La redada resultó en el subsiguiente caso legal posterior Steve Jackson Games, Inc. contra el Servicio Secreto de los Estados Unidos.